# Mistrzostwa Świata w biegu na 50 km 2023
Mistrzostwa Świata w biegu na 50 km 2023 – zawody lekkoatletyczne, które odbyły się 5 listopada 2023 w Hajdarabadzie.

## Medaliści
|                         | 1. miejsce                                                                                         | Rezultat | 2. miejsce                                                                     | Rezultat | 3. miejsce                                                                | Rezultat |
| Mężczyźni indywidualnie | Chakib Lachgar Latrache                                                                            | 2:48:20  | Alejandro Jiménez Vicente                                                      | 2:49:30  | Jesús Ángel Olmos Pascual                                                 | 2:50:12  |
| Mężczyźni drużynowo     | Hiszpania 1. Chakib Lachgar Latrache · 2. Alejandro Jiménez Vicente · 3. Jesús Ángel Olmos Pascual | 8:28:02  | Indie 1. Anish Thapa Magar · 2. Akshay Saini · 3. Pralhad Dhanavat             | 8:48:50  | Wielka Brytania 1. William Mycroft · 2. Andrew Davies · 3. Andrew Heyes   | 8:51:58  |
| Kobiety indywidualnie   | Carla Molinaro                                                                                     | 3:18:23  | Andrea Pomaranski                                                              | 3:19:07  | Sarah Webster                                                             | 3:20:07  |
| Kobiety drużynowo       | Wielka Brytania 1. Carla Molinaro · 2. Sarah Webster · 3. Anna Bracegirdle                         | 9:59:07  | Stany Zjednoczone 1. Andrea Pomaranski · 2. Melissa Tanner · 3. Courtney Olsen | 10:18:11 | Chorwacja 1. Nataša Šustić · 2. Mirjana Šimek Bilić · 3. Veronika Jurišić | 10:53:20 |

## Reprezentacja Polski

### Mężczyźni
| Miejsce | Zawodnik         | Klub                  | Rezultat |
| 25.     | Dariusz Nożyński | RK Athletics Warszawa | 3:05:22  |

### Kobiety
| Miejsce | Zawodniczka       | Klub                  | Rezultat |
| 8.      | Dominika Stelmach | RK Athletics Warszawa | 3:24:45  |